# 미이촌 (야마구치현)
미이촌(三井村)은 야마구치현 구마게군에 설치된 촌이다. 